# گورخه مگلیا
گورخه مگلیا (انگلیسی: Gheorghe Megelea؛ زادهٔ ۱۴ march ۱۹۵۴ (۷۱ سال)) ورزشکار دو و میدانی اهل رومانی است.
وی در مسابقات کشوری و بین‌المللی در مجموع برندهٔ ۱ مدال طلا، ۱ مدال برنز شده‌است.